# Arnold z Procan
Arnold z Procan (de Proczano, von Protzan, ze Zwróconej) (zm. po 1342) – duchowny, kanonik wrocławski.
Studiował prawdopodobnie na uniwersytecie w Bolonii, gdzie zdobył stopień magistra sztuk. Pełnił urzędy – notariusza oficjalatu wrocławskiego (1291), kapelana i notariusza biskupstwa wrocławskiego (1293-1297), kanonika wrocławskiego (od 1307), archidiakona głogowskiego (1306-1319), sędziego biskupiego (1304-1318), sędziego z ramienia kapituły wrocławskiej. Posiadał beneficjum parafialne w miejscowości Proczano (Procan, obecnie Zwrócona).
Ułożył formularz na podstawie akt z lat 1302-1341, dedykowany biskupowi Nankerowi, zawierający dokumenty biskupstwa wrocławskiego. Miał on stanowić pomoc i wzór pracy kancelaryjnej. Formularz zachował się w trzech różniących się redakcjach.